# Bottaro
Bottaro je nenaseljeni otočić u Liparkom otočju. Otočje se nalazi sjeverno od Sicilije, u Tirenskom moru, u Italiji.
Najbliži veći otok je Panarea, oko 2 km zapadno. Administrativno, otok pripada općini Lipari.

## Geologija
Bottaro, kao i susjedni otočići Dattilo, Lisca Bianca, Lisca Nera i brojne hridi, su ostaci ugaslog vulkanskog grotla nastalog prije 130 000 godina. U prošlosti, ovi su otočići vjerojatno bili povezani u jedno kopno, možda čak i spojeni s Panareom. No, utjecaj atmosferskih prilika i uzdizanje i spuštanje tla (pojava karakteristična za ovo otočje) učinili su da danas postoji niz manjih otoka. Smatra se da je ovaj proces završen prije oko 10 000 godina.:str. 23.
U blizini otoka ponekad se događa da more "vrije", zbog ispuštanja ugljikovog dioksida.:str. 134.

## Flora i fauna
Najčešće biljke su Atriplex portulacoides i Suaeda vera koji tvore prostrane sivo-zelene tepihe.:str. 190.
Među najčešćim životinjama su poljski gušter (Podarcis sicula, u podvrsti koja je prisutna samo na Bottaru pod nazivom Podarcis sicula trischittai), Zzidni macaklin (Tarentola mauritanica) i bradavi gecko (Hemidactylus turcicus). Na otoku se gnijezdi galeb klaukavac (Larus michahellis). Prisutni su i oziorrinco i mnogo vrsta kukaca.:str. 116.-118, 129, 189.
Godine 1991., Bottaro je, zajedno s ostalim manjim otočićima oko Panaree, proglašen integralnim prirodnim rezervatom, uz zabranu iskrcavanja, osim u znanstvene svrhe.:str. 208.